# Guam na Svjetskom prvenstvu u atletici 2015.
Guam se na Svjetskom prvenstvu u atletici 2015. u Pekingu natjecao od 22. do 30. kolovoza s jednom predstavnicom u utrci na 100 metara. 

## Rezultati

### Žene

#### Trkačke discipline
| Atletičarka   | Disciplina | Kvalifikacije | Kvalifikacije | Završnica              | Završnica              |
| Atletičarka   | Disciplina | Rezultat      | Plasman       | Rezultat               | Plasman                |
| ------------- | ---------- | ------------- | ------------- | ---------------------- | ---------------------- |
| Regine Tugade | 100 metara | 12.60         | 51.           | Nije se kvalificirala. | Nije se kvalificirala. |